# Kim Si Min
Kim Si-min (en Hangul:김시민, en Hanja:金時敏) (1554-1592) fue un general coreano que vivió durante la dinastía Joseon. Es famoso por haber defendido el castillo Jinju durante las invasiones japonesas a Corea convocadas por Toyotomi Hideyoshi.

## Contexto
Nació en la provincia de Chungcheong en 1554, hijo de Kim Chung-gap. Históricamente es considerado como la duodécima generación del general de la dinastía Goryeo Kim Bang-gyeong.

## Historia
En 1578 fue nombrado como oficial instructor, donde se dio cuenta de que los soldados del país no contaban con la preparación adecuada. Cuando acudió con el ministro de guerra para compartir estas observaciones, el ministro las desechó argumentando que una guerra no ocurriría en tiempos tan pacíficos.

## Invasiones japonesas y asedio de Jinju
Antes de las invasiones japonesas, Kim era un oficial del Castillo Jinju, pero después de la muerte del comandante a cargo, Yi Gyeong, Kim asumió la posición de comandante en jefe.
En 1592 los generales samuráis Ukita Hideie y Hisokawa Tadaoki acordaron tomar el castillo Jinju con el afán de obtener acceso de la provincia de Jeolla. El general Kim defendió valientemente el castillo junto con 3.800 soldados contra el ataque de 30.000 guerreros japoneses, quienes desistieron de su intento después de tres días de infructuosos ataques.
El general Kim murió el 12 de noviembre de 1592 durante el último día de ataques debido a un disparo de arcabuz en la cabeza.
El asedio de Jinju es considerado como una de las tres mayores victorias para los coreanos durante dichas invasiones, junto con la batalla de Haengju y la batalla de Isla Hansan.
En 1604 fue homenajeado post mortem con el título Sangrakgun (상락군, 上洛君).